# Beaufortain
Beaufortain o País de Beaufort es una región natural que se extiende alrededor de la comuna de Beaufort en el departamento francés de Saboya. Se compone principalmente del valle del río Doron conocido como Beaufort.

## Geografía

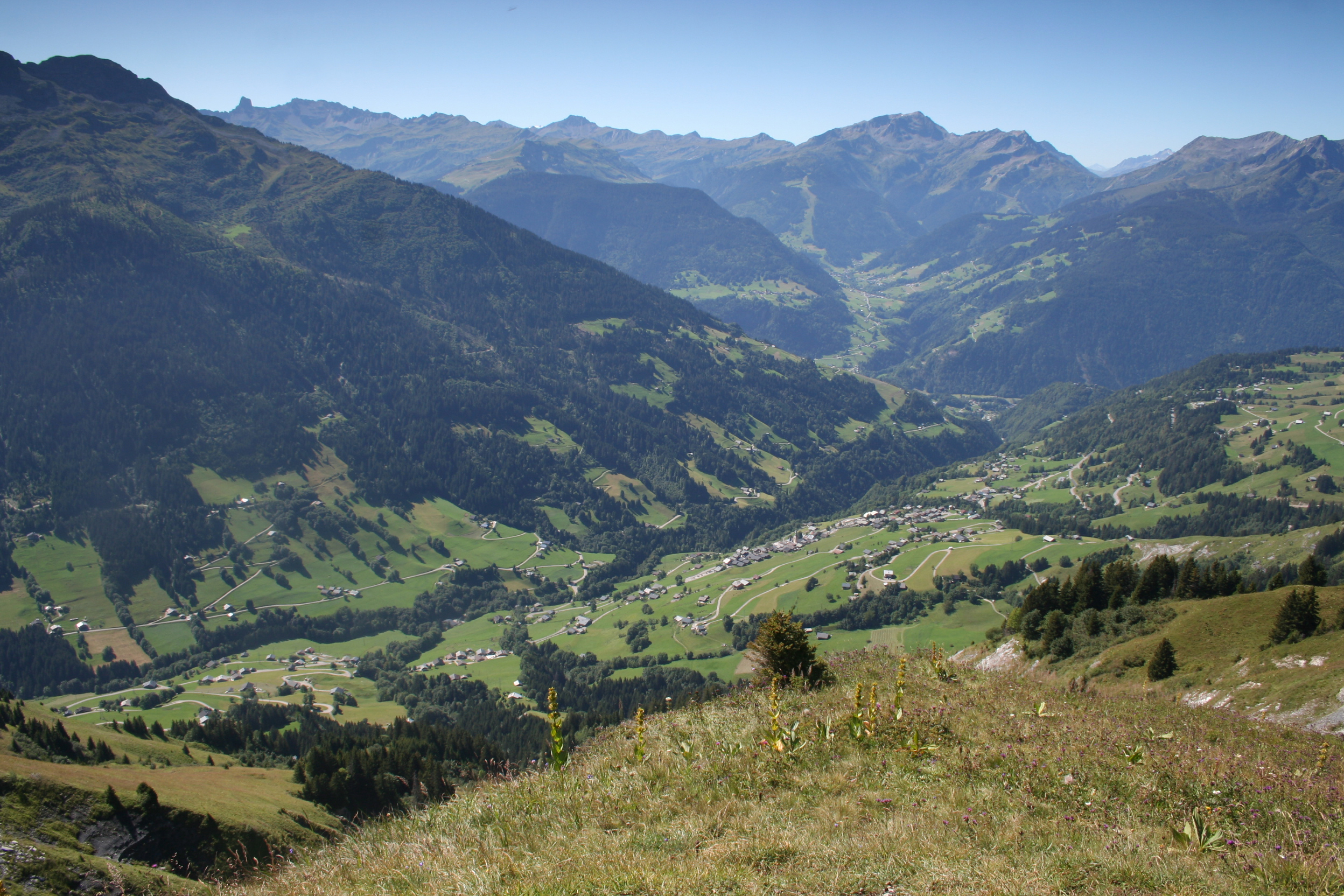
Vista del Beaufortain (Hauteluce, Beaufort, Arêches).

El área de la región se estima en aproximadamente 27 427 ha. Corresponde a la cuenca hidrográfica del valle del Doron conocido como Beaufort y sus afluentes.
El conjunto, débilmente individualizado, está limitado:
- al oeste, por la colina Cornillon (límite con el Val d'Arly), Mont Mirantin, Col de la Bâthie, el Grand Mont ;
- al norte, por los puertos de Véry, Saisies / Signal de Bisanne y Forclaz (entre Queige y Ugine);
- al este, vía Col du Joly, Cormet de Roselend y Aiguille du Grand Fond;
- al sur, por los puertos de Louze, Cormet d'Arêche y Coin.

El conjunto agrupa el territorio de los cuatro municipios de Beaufort-sur-Doron, Hauteluce, Queige y Villard-sur-Doron.
Sus picos más notables son el Grand Mont, la Aiguille du Grand Fond y la Pierra Menta (la Piedra Montada), una especie de diente rocoso que sobresale del lago Roselend, alrededor del cual se desarrolla la famosa carrera de esquí-montañismo, la Pierra Menta. La Signal de Bisanne, con sus 1941 m, constituye un mirador notable en el cercano macizo del Mont-Blanc.

## Actividades

### Economía
La agricultura de montaña se desarrolla en las laderas del macizo de Beaufortain. La industria láctea permite la fabricación de 4900 t de queso Beaufort (AOC / AOP). La cooperativa lechera Beaufort produjo 30 500 ruedas al año en 2015. Su volumen de negocios se estima en 14,7 millones de euros en 2015.
En el siglo XX el macizo alberga siete centrales hidráulicas, lo que hace decir al geógrafo Raoul Blanchard que es: una de las redes más completas y potentes.
Posteriormente fueron adquiridas por Électricité de France.
El turismo y los deportes de invierno se vienen desarrollando desde principios del siglo XX en el macizo, a través de infraestructura comercial y no comercial, para los cuatro municipios, se estima en algo más de 33 200 camas en 2016. La capacidad estrictamente turística se estima en unas 8200 camas.

### Deporte y turismo

#### Deportes de invierno
El Beaufortain tiene tres áreas que permiten la práctica de deportes de invierno : Arêches, situado en el municipio de Beaufort, Les Saisies, en los municipios de Hauteluce y Villard-sur-Doron, vinculado al gran dominio esquiable de Espace Diamant y por Hauteluce a una pista de la zona de Les Contamines.
La estación de Saisies (zona olímpica nórdica de Crest-Voland Cohennoz - Les Saisies), famosa por la práctica del esquí nórdico, acogió los eventos de biatlón y esquí de fondo durante los Juegos Olímpicos de Invierno de 1992 en Albertville.

#### Montañismo
- Pierra Menta (2714 m) :
  - 1922 - Primera ascensión, por la cara oeste, por JP Loustalot y Léon Zwingesltein, 6 de julio ;
  - 1923 - Cara este de J. Payot y F. Peterlongo ;
  - 1937 - Cresta norte por J. Mermillod y Alfred Coutet ;
  - Pilar suroeste.
- Aiguille de la Nova (2890 m) :
  - 1941 - Primer cruce oeste-este por Bisch, Carpentiet y Guers.
- Cime de Gargan (2762 m)
- Dent d'Arpire (2445 m)

## Cultura y patrimonio
Beaufortain, junto con Val d'Arly, Maurienne y Tarentaise, recibió la etiqueta “ Ciudades y países de arte e historia ” por el proyecto Pays des Hautes Vallées de Savoie (1991).

### Lugares y monumentos

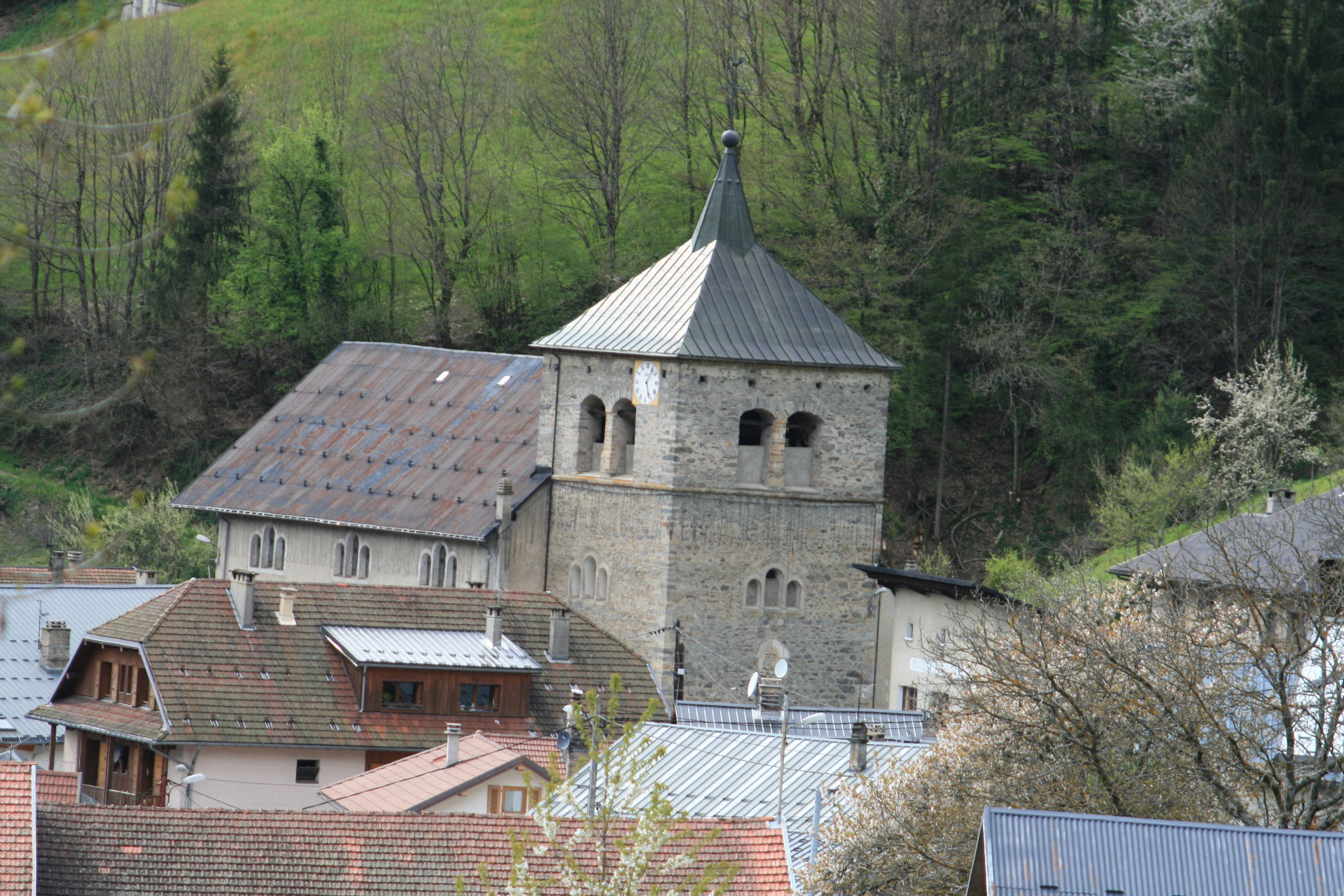
Campanario de la iglesia Sainte-Agathe de Queige.
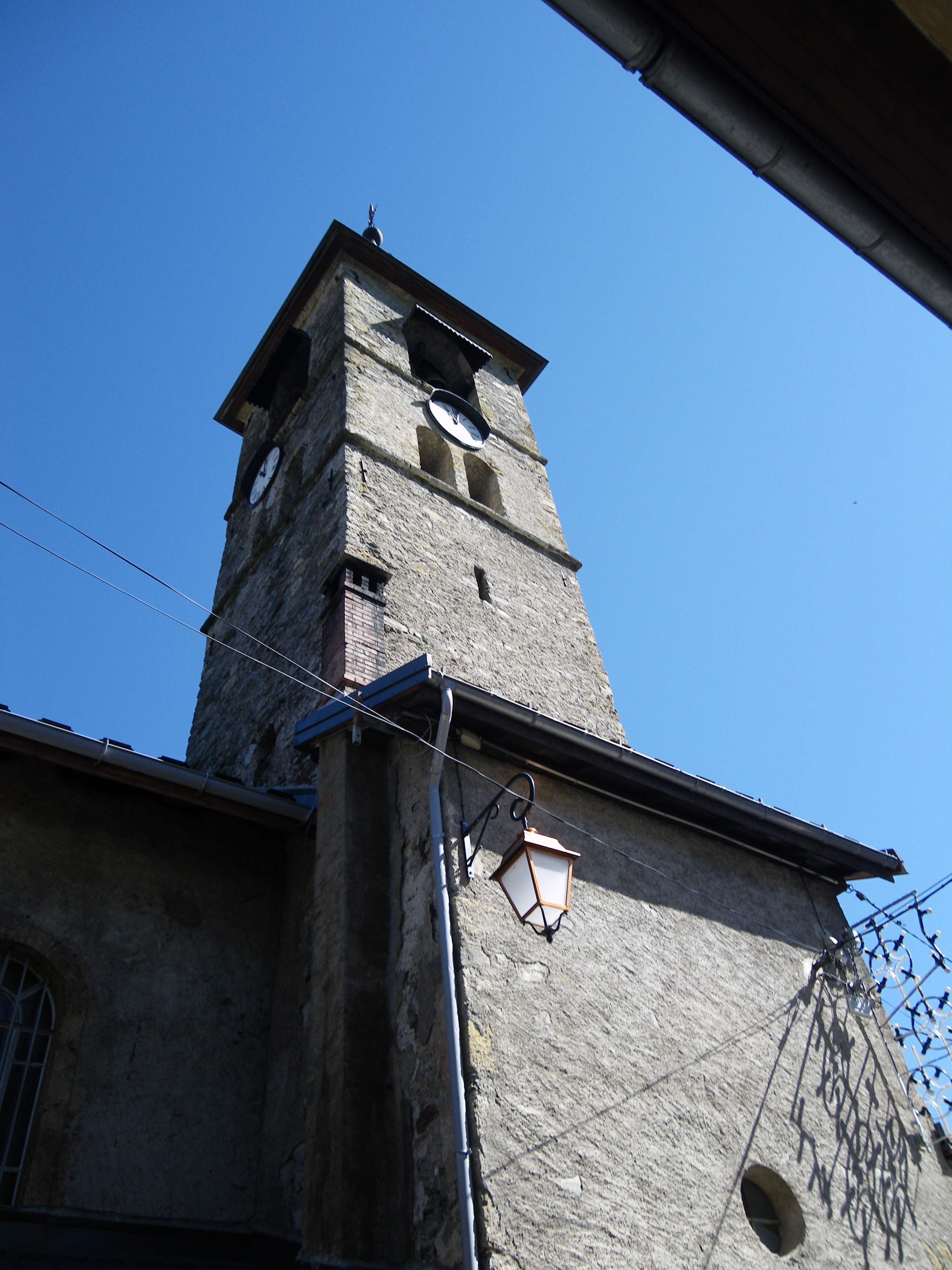
Campanario de la iglesia de Sainte-Agathe en Villard-sur-Doron.
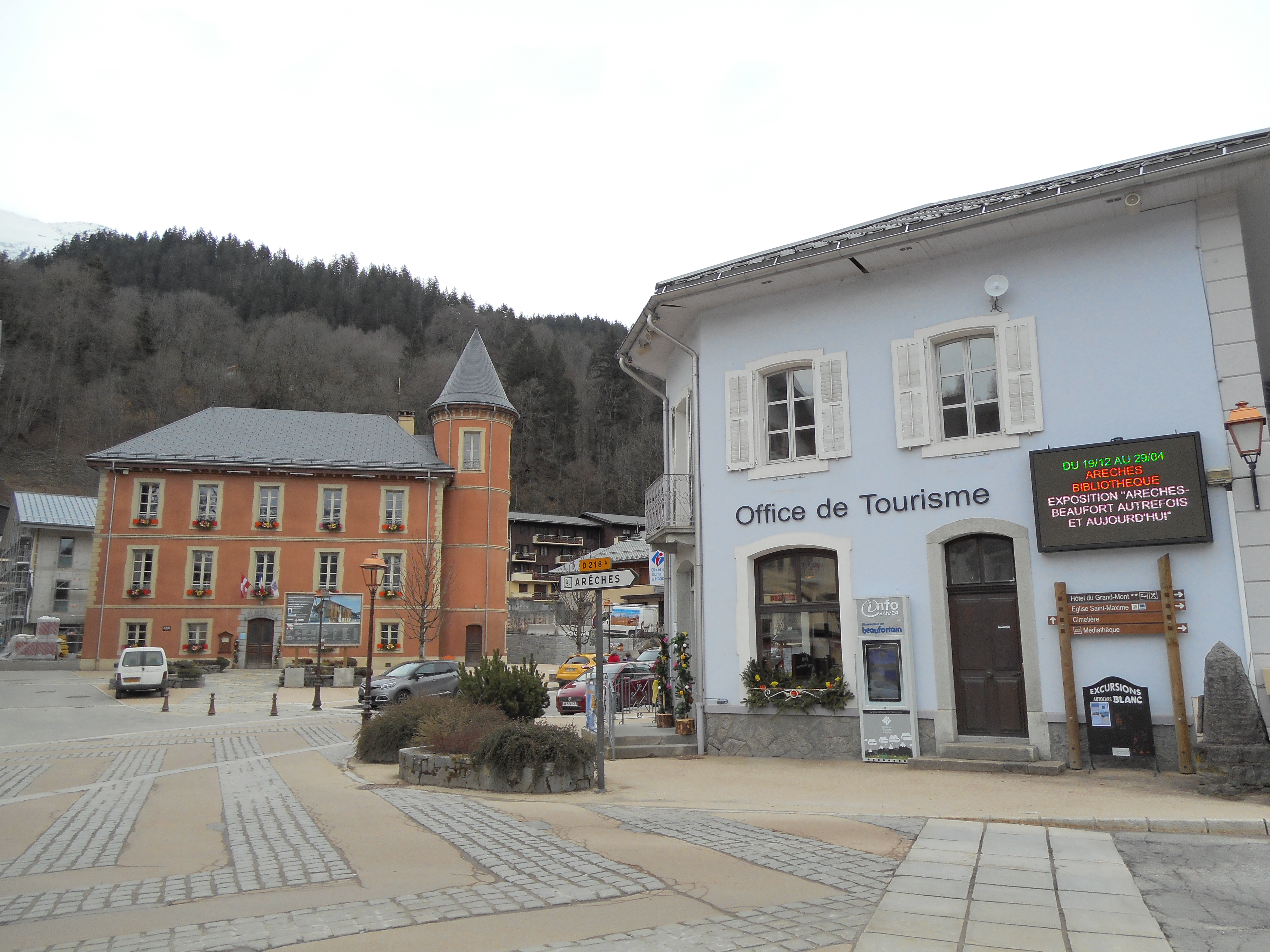
Castillo de Randens y oficina de turismo de Beaufort.
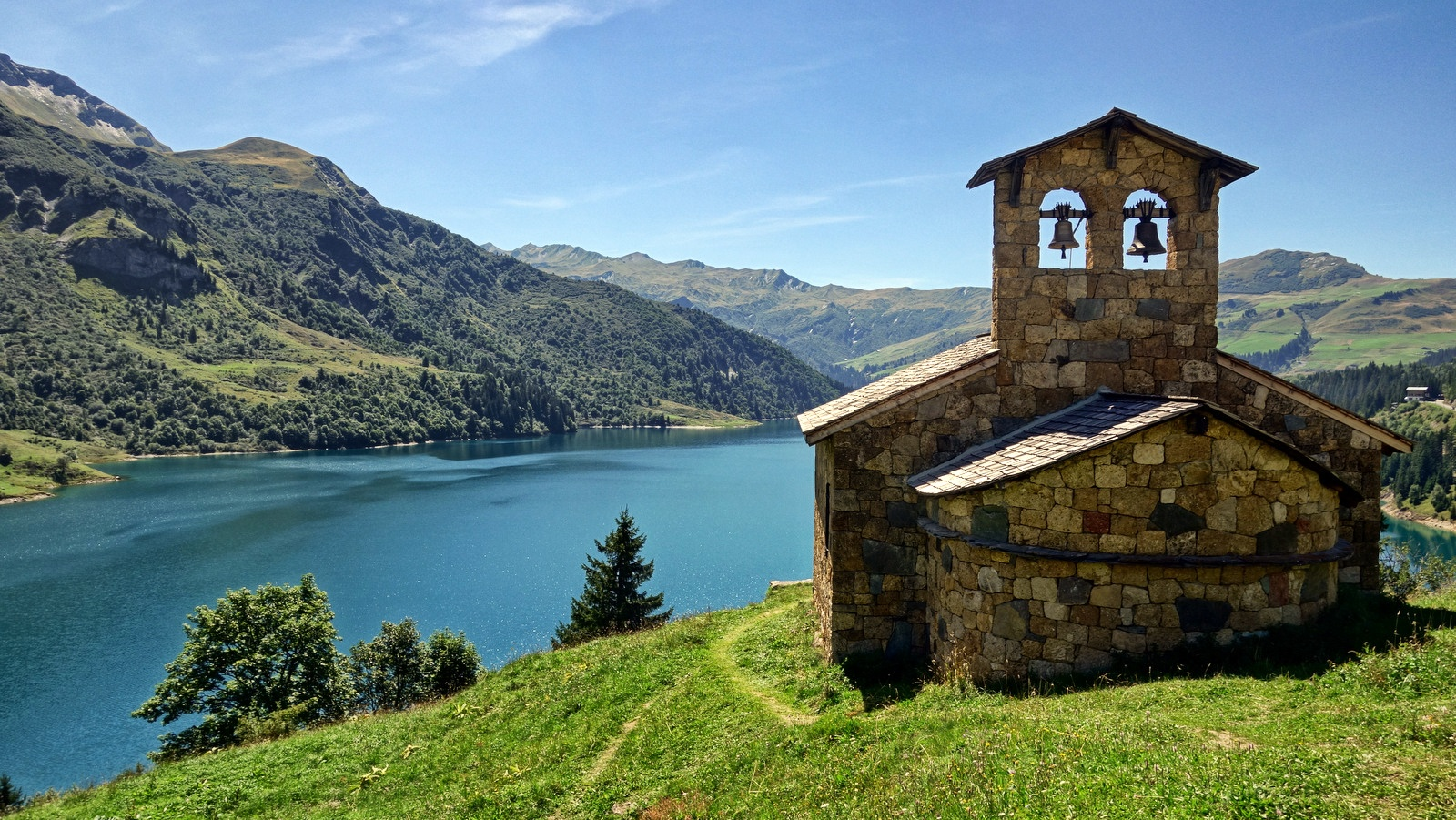
Capilla de Roselend.
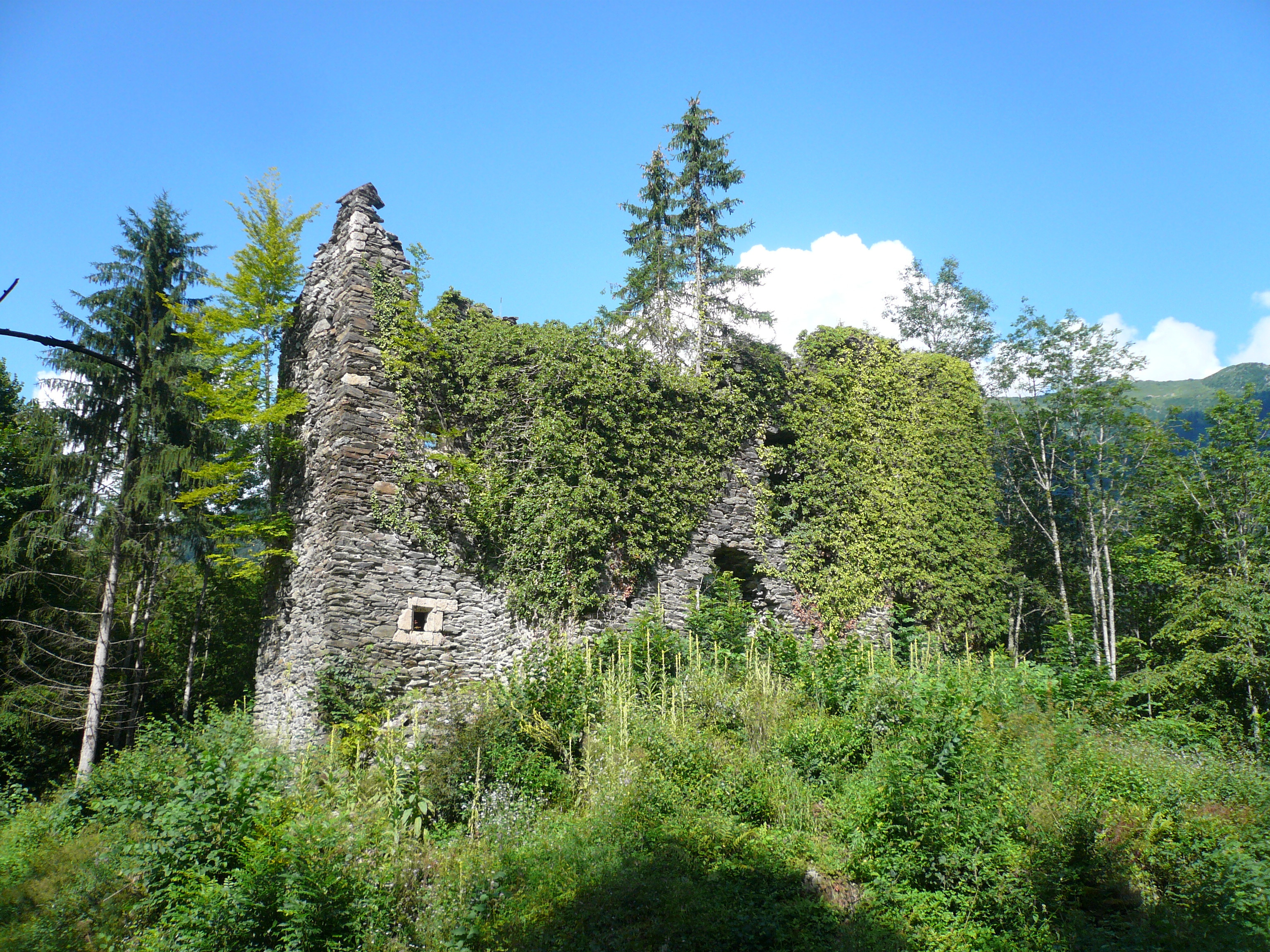
Castillo de La Sallaz.

### Especialidades culinarias
Beaufortain tiene un sector lácteo compuesto, en 2015, po 398 productores (de 650 ganaderos) y alrededor de 13 000 vacas, de las razas tarine y / o Abondance. El Beaufort es un queso duro, con Denominación de Origen Controlada desde 1968 y Denominación de Origen Protegida (DOP) desde 2009. Distinguimos el Beaufort, Beaufort d'été (elaborado con leche de verano) y Beaufort Chalet d'alpage. Habría sido descrito como " Príncipe de los Gruyères »Por Jean Anthelme Brillat-Savarin.